# Stanisław Diniejkin
Stanisław Anatoljewicz Diniejkin (ros. Станислав Анатольевич Динейкин; ur. 10 października 1973 w Błagodarnym) – rosyjski siatkarz, reprezentant kraju, atakujący.
Wicemistrz Europy z 1999 r.
Jego największym sukcesem był brązowy medal na Igrzyskach Olimpijskich w 2004 r. w Atenach.
Obecnie występuje w rosyjskiej Superlidze, w drużynie Lokomotiwu Biełgorod.
Został odznaczony tytułem Zasłużonego Mistrza Sportu w 1999 r., a także Orderem Zasług dla Ojczyzny II klasy 16 marca 2007 r.

## Odznaczenia
- Odznaczony tytułem Zasłużonego Mistrza Sportu (1999)
- Order Zasług dla Ojczyzny II klasy (27 marca 2007)